# Encrage (imprimerie)
Pour les articles homonymes, voir Encrage.
En imprimerie, l’encrage est l’action qui consiste à appliquer de l’encre sur une forme imprimante afin que cette encre soit reportée, par contact et pression, sur le papier. Aux origines de l'imprimerie, puis de la typographie, l’encrage se faisait manuellement, il se fait aujourd’hui sur les machines par des dispositifs mécaniques plus ou moins complexes.

## Typographie

### Encrage manuel
Dans l'imprimerie en général, la forme dite matrice ou en la typographie en particulier, la forme imprimante est un bloc constitué de caractères en relief, ou de blocs de bois gravés en taille d’épargne : la partie supérieure constitue la partie « visible » qui doit être imprimée, et pour cela doit recevoir l’encre. Dans certaines techniques, comme la taille douce ou l'eau forte, l'encre doit être au contraire poussé dans les creux.
Dans l'imprimerie traditionnelle chinoise, utilisant de l'encre à l'eau depuis le IXe siècle, la matrice, le plus généralement en bois de poirier est enduit d'encre à l'aide d'une sorte de blaireau.
En Europe, on de l'encre grasse est utilisée depuis le XVIe siècle utilisait pour cela des balles : la balle était une sorte de pelote de crin, recouverte de cuir (souvent de la peau de chien qui, n’ayant pas de pores, était parfaitement lisse), et munie d’une poignée en bois. L’encreur tenait une balle dans chaque main et dans un mouvement rotatif, il prenait l’encre déposée sur un plateau fixé au montant de la presse. Puis, avec ce même mouvement rotatif, il passait ses balles sur toute la forme, en ayant soin de bien répartir l’encre, sans excès ni manques. Le pressier pouvait alors mettre une feuille de papier et procéder à l’impression, puis l’opération recommençait. Selon Marius Audin, l’encrage était souvent confié au fils du maître imprimeur, ce qui serait une des origines possibles de l’expression « enfant de la balle ». Plus tard, on utilise des rouleaux.

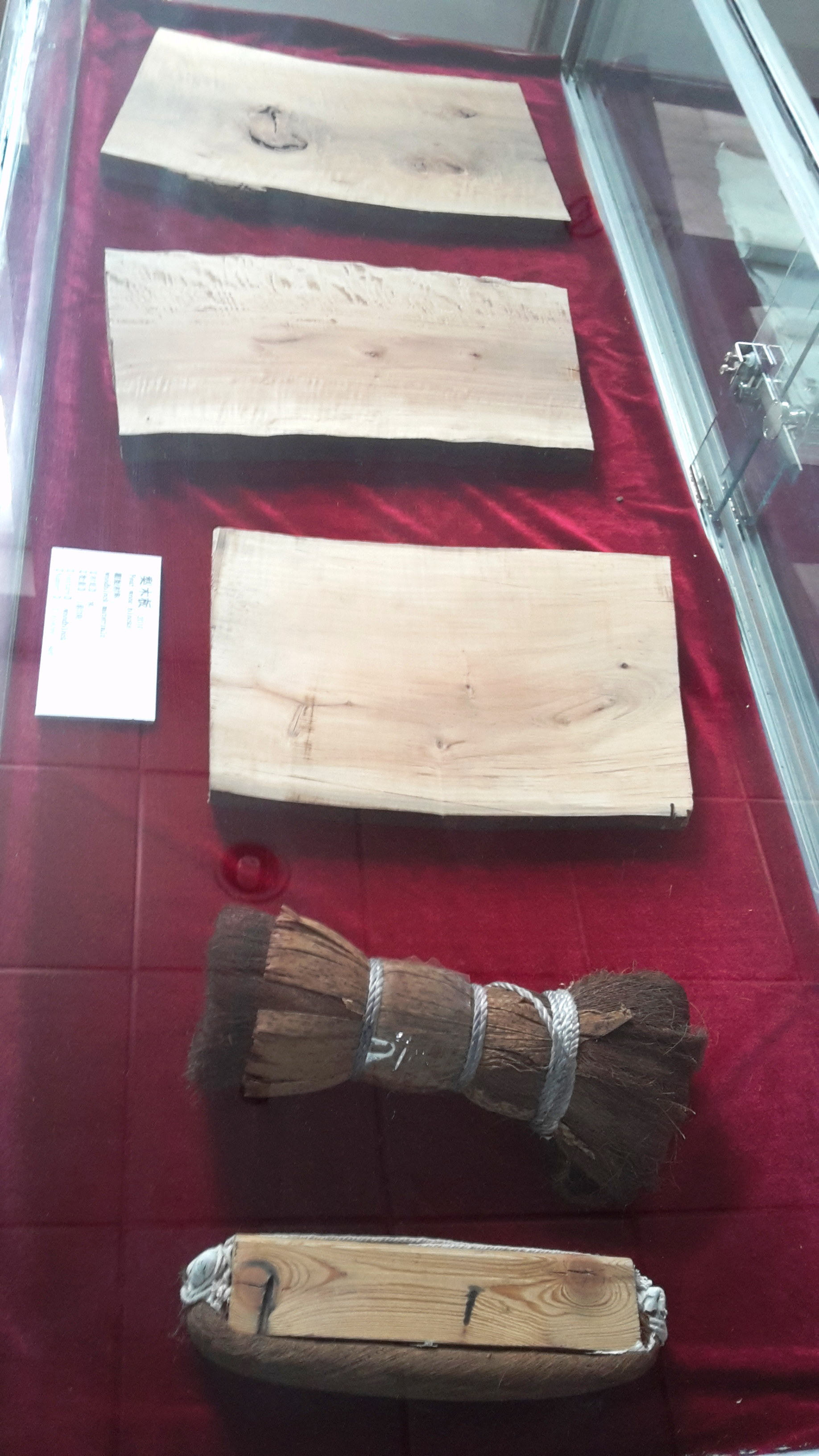
outils d'impression et encrage manuel chinois, tels qu'utilisés depuis le IXe siècle.
Atelier d’imprimerie, 1568. Pressier et encreur
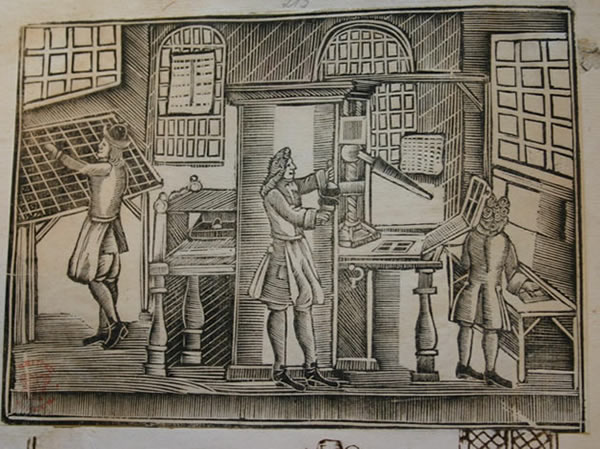
Atelier d’imprimerie (XVIIIe s.). Au centre, l’encreur répartit l’encre sur ses deux balles.

### Encrage mécanisé

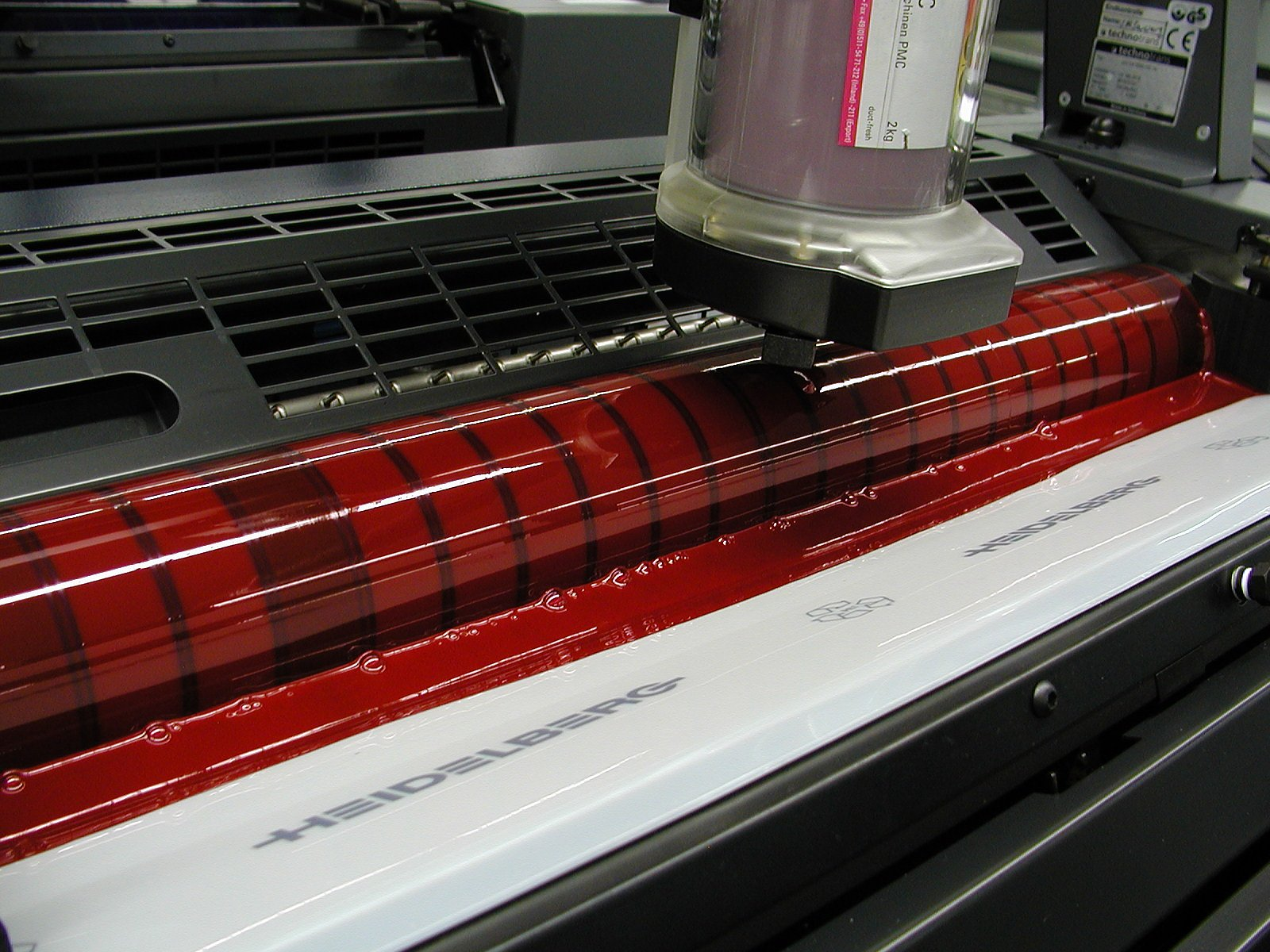
Encrier d’une machine Heidelberg

Dans les presses mécaniques, l’encre est stockée dans un encrier, et est distribuée par une succession de rouleaux garnis de caoutchouc animés d’un mouvement de rotation, mais aussi pour certains d’un mouvement longitudinal, afin de mieux répartir uniformément l’encre. Le dernier rouleau passe sur la forme imprimante avant que la feuille de papier n’y soit appliquée. Le système des rouleaux encreurs est utilisé de la même façon sur les presses rotatives. Sur les presses à platine, petites machines qui pouvaient être actionnées manuellement, l’encrier était un petit plateau circulaire tournant, sur lequel passait un rouleau, ou un ensemble de rouleaux, avant aller encrer la forme.

## Offset
En impression offset, qui utilise une plaque d’impression cintrée sur un cylindre rotatif, l’encrage se fait en continu par un ensemble de rouleaux. Étant donné que le principe de l’offset reposant, comme la lithographie, sur l’antagonisme d’une encre grasse et les surfaces retenant l’eau, il faut que la plaque passe sur des rouleaux mouilleurs (l’encre ne se fixera pas sur les parties retenant l’eau, et se fixera au contraire sur les parties qui refusent l’eau).

## Impression en couleurs
Dans tous les cas, une impression en couleur se fait en mettant dans l’encrier la couleur voulue (couleur basique fournie par le fabricant, ou mélange de plusieurs teintes). Chaque couleur supplémentaire nécessite un nouveau passage en machine. La couleur est pure, en aplat, ou tramée pour obtenir différentes valeurs. Pour une véritable impression en couleurs, avec toutes les nuances, on passe par la quadrichromie : l’image est, par photogravure ou flashage informatique, décomposée en quatre couleurs, les trois primaires : cyan (bleu), jaune, magenta (rouge), auxquelles on ajoute le noir. Une impression en quadrichromie nécessite donc quatre passages en machine successifs. Beaucoup de presses sont « quatre couleurs » : constituées de quatre éléments successifs qui impriment chacun une couleur, elles simplifient les manipulations et la manutention.

## Héliogravure
La forme imprimante en héliogravure est cylindrique et creusée selon une trame régulière de petits alvéoles dont la profondeur augmente avec la densité du ton à imprimer. C’est un principe de gravure en creux. L’encre est plus liquide que celle employée en typographie, elle est déposée par un système de rouleaux semblable à ceux des autres systèmes d’impression, un racloir élimine le surplus d’encre à la surface de la plaque d’impression. La couche d’encre déposée sur le papier est plus épaisse dans les noirs et les parties foncées, donnant une teinte profonde aux noirs et une grande légèreté dans les parties claires, raison pour laquelle l’héliogravure fut longtemps un procédé de prédilection pour l’impression des photographies en noir et blanc.

## Sérigraphie
En sérigraphie, l’encre est déposée sur l’écran, qu’elle traverse aux endroits voulus (non obturés par un vernis) par l’action d’un racloir souple.